# مدام دي جينلس
مدام دي جينلس  (بالفرنسية: Félicité de Genlis)،أو الكونتيسة دي جينلس (ولد في21 يناير 1746، توفيت في31 ديسمبر 1830)، هي كاتبة فرنسية، كانت من أبرز الكتاب الذين شجبوا القصص الخيالية وقصص الجن والخرافات في تلك الفترة، قامت بتأليف قصص أطفال مستوحاة من تعاليم جان جاك روسو.

## روابط خارجية
- مدام دي جينلس على موقع الموسوعة البريطانية (الإنجليزية)